# Eerste klasse B 2018-19 (voetbal België)
Het seizoen 2018/19 van de Belgische eerste klasse B ging van start in augustus 2018 en eindigde in mei 2019. De competitieklasse omvatte acht clubs. De competitie bestond uit twee periodes met heen- en terugwedstrijden. De winnaars van beide periodekampioenschappen mochten deelnemen aan de testwedstrijden. KV Mechelen won de testwedstrijden van KFCO Beerschot-Wilrijk, werd kampioen en promoveerde naar Eerste klasse A.

## Gedegradeerde team
Dit team degradeerde in 2018 uit de Eerste klasse A:
- KV Mechelen (16e)

## Gepromoveerde teams
Dit team promoveerde voor aanvang van het seizoen uit de Eerste klasse amateurs:
- Lommel SK (enige in eindronde met licentie voor 1B)

## Promoverend team
Dit team promoveerde na afloop van het seizoen naar de Eerste klasse A:
- KV Mechelen

## Degraderend team
Dit team degradeerde na afloop van het seizoen naar de Eerste klasse amateurs:
- AFC Tubize (eindigde als laatste in de play-off 3)

## Clubs
Acht clubs spelen in 2018-19 in Eerste klasse B. Zes clubs komen uit Vlaanderen, één uit Brussel en één uit Wallonië. 

Uitgesplitst in provincies komen drie clubs uit Antwerpen en komt telkens één club uit de provincies West-Vlaanderen, Limburg, Vlaams-Brabant, Waals-Brabant en het Brussels Hoofdstedelijk Gewest.
| Nr. kaart | Stam- nummer | Club              | Plaats    | # seiz. 1B |
| --------- | ------------ | ----------------- | --------- | ---------- |
| 1         | 10           | Union Sint-Gillis | Vorst     | 3          |
| 2         | 18           | OH Leuven         | Leuven    | 3          |
| 3         | 25           | KV Mechelen       | Mechelen  | 1          |
| 4         | 134          | KSV Roeselare     | Roeselare | 3          |
| 5         | 155          | Beerschot-Wilrijk | Antwerpen | 2          |
| 6         | 2024         | KVC Westerlo      | Westerlo  | 2          |
| 7         | 2554         | Lommel SK         | Lommel    | 2          |
| 8         | 5632         | AFC Tubize        | Tubeke    | 3          |

### Personen en sponsors
| Stamnummer | Club                | Plaats    | Stadion                         | Capac. | Trainer            | Vorige trainers seizoen 2018/19 | Kledingsponsor | Shirtsponsor         |
| ---------- | ------------------- | --------- | ------------------------------- | ------ | ------------------ | ------------------------------- | -------------- | -------------------- |
| 10         | Union Sint-Gillis   | Vorst     | Joseph Marienstadion            | 8.000  | Luka Elsner        |                                 | Patrick        | Culture et Formation |
| 18         | Oud-Heverlee Leuven | Leuven    | King Power at Den Dreef Stadion | 10.000 | Vincent Euvrard    | Nigel Pearson                   | Vermarc        | King Power           |
| 25         | KV Mechelen         | Mechelen  | AFAS-stadion Achter de Kazerne  | 16.672 | Wouter Vrancken    | Dennis van Wijk                 | Jartazi        | Telenet              |
| 134        | KSV Roeselare       | Roeselare | Schiervelde                     | 8.369  | Juan Gutiérrez     | Jordi Condom Victoriano Rivas   | Joma           | Euro Shop            |
| 155        | Beerschot Wilrijk   | Antwerpen | Olympisch Stadion               | 12.771 | Stijn Vreven       |                                 | Joma           | DCA                  |
| 2024       | KVC Westerlo        | Westerlo  | 't Kuipje                       | 8.035  | Bob Peeters        |                                 | Saller         | Soudal               |
| 2554       | Lommel SK           | Lommel    | Soevereinstadion                | 8.000  | Tom Van Imschoot   |                                 | Legea          | United Telecom       |
| 5632       | AFC Tubize          | Tubeke    | Leburtonstadion                 | 8.100  | Christian Bracconi |                                 | Scelido        |                      |

## Uitslagen en rangschikkingen

### Periodekampioenschappen

#### Periode 1
Uitslagen
| Thuis \ Uit       | BEW | KVM | LOM | OHL | ROE | TUB | USG | WES |
| ----------------- | --- | --- | --- | --- | --- | --- | --- | --- |
| Beerschot Wilrijk |     | 1–0 | 1–3 | 3–1 | 2–1 | 1–0 | 1–0 | 1–1 |
| KV Mechelen       | 3–0 |     | 1–2 | 3–0 | 3–0 | 1–0 | 2–1 | 2–0 |
| Lommel SK         | 1–2 | 0–3 |     | 1–1 | 3–1 | 2–2 | 1–0 | 0–1 |
| OH Leuven         | 1–1 | 1–1 | 1–2 |     | 0–2 | 4–1 | 1–3 | 1–3 |
| KSV Roeselare     | 2–1 | 2–2 | 2–2 | 0–4 |     | 2–1 | 1–1 | 0–1 |
| AFC Tubeke        | 3–3 | 0–3 | 0–2 | 3–1 | 0–0 |     | 0–2 | 2–0 |
| Union Sint-Gillis | 2–0 | 2–2 | 1–1 | 1–2 | 2–0 | 3–2 |     | 2–0 |
| KVC Westerlo      | 1–2 | 0–3 | 4–1 | 0–1 | 2–1 | 2–1 | 1–3 |     |

Rangschikking
| Pos | Team              | Wed | W | G | V | Ptn | DV | DT | +/− |                 |
| --- | ----------------- | --- | - | - | - | --- | -- | -- | --- | --------------- |
| 1   | KV Mechelen       | 14  | 9 | 3 | 2 | 30  | 29 | 9  | +20 | Periodekampioen |
| 2   | Union Sint-Gillis | 14  | 7 | 3 | 4 | 24  | 23 | 14 | +9  |                 |
| 3   | Beerschot Wilrijk | 14  | 7 | 3 | 4 | 24  | 19 | 19 | 0   |                 |
| 4   | Lommel SK         | 14  | 6 | 4 | 4 | 22  | 21 | 20 | +1  |                 |
| 5   | KVC Westerlo      | 14  | 6 | 1 | 7 | 19  | 16 | 20 | −4  |                 |
| 6   | OH Leuven         | 14  | 4 | 3 | 7 | 15  | 19 | 24 | −5  |                 |
| 7   | KSV Roeselare     | 14  | 3 | 4 | 7 | 13  | 14 | 24 | −10 |                 |
| 8   | AFC Tubeke        | 14  | 2 | 3 | 9 | 9   | 15 | 26 | −11 |                 |

Leidersplaats eerste periode per speeldag

#### Periode 2
Uitslagen
| Thuis \ Uit       | BEW | KVM | LOM | OHL | ROE | TUB | USG | WES |
| ----------------- | --- | --- | --- | --- | --- | --- | --- | --- |
| Beerschot Wilrijk |     | 0–0 | 3–0 | 3–2 | 1–1 | 5–2 | 3–1 | 1–1 |
| KV Mechelen       | 1–1 |     | 3–2 | 2–1 | 2–2 | 3–1 | 0–5 | 3–0 |
| Lommel SK         | 0–2 | 1–1 |     | 2–3 | 0–1 | 1–0 | 0–2 | 2–1 |
| OH Leuven         | 2–2 | 1–3 | 3–1 |     | 0–1 | 0–2 | 1–2 | 3–0 |
| KSV Roeselare     | 1–2 | 0–0 | 4–2 | 3–1 |     | 0–1 | 1–1 | 1–1 |
| AFC Tubeke        | 1–3 | 0–3 | 0–0 | 1–3 | 3–2 |     | 2–0 | 0–0 |
| Union Sint-Gillis | 1–1 | 1–2 | 1–0 | 2–1 | 1–2 | 1–0 |     | 0–0 |
| KVC Westerlo      | 1–2 | 1–3 | 2–2 | 0–0 | 2–0 | 1–0 | 2–0 |     |

Rangschikking
| Pos | Team              | Wed | W | G | V | Ptn | DV | DT | +/− |                 |
| --- | ----------------- | --- | - | - | - | --- | -- | -- | --- | --------------- |
| 1   | Beerschot Wilrijk | 14  | 8 | 6 | 0 | 30  | 29 | 14 | +15 | Periodekampioen |
| 2   | KV Mechelen       | 14  | 8 | 5 | 1 | 29  | 26 | 16 | +10 |                 |
| 3   | Union Sint-Gillis | 14  | 6 | 3 | 5 | 21  | 18 | 15 | +3  |                 |
| 4   | KSV Roeselare     | 14  | 5 | 5 | 4 | 20  | 19 | 17 | +2  |                 |
| 5   | KVC Westerlo      | 14  | 3 | 6 | 5 | 15  | 12 | 17 | −5  |                 |
| 6   | OH Leuven         | 14  | 4 | 2 | 8 | 14  | 21 | 26 | −5  |                 |
| 7   | AFC Tubeke        | 14  | 4 | 2 | 8 | 14  | 13 | 22 | −9  |                 |
| 8   | Lommel SK         | 14  | 2 | 3 | 9 | 9   | 13 | 26 | −13 |                 |

Leidersplaats tweede periode per speeldag

### Eindrangschikking
Behalve de twee periodes heeft ook het eindrangschikking een belangrijke rol in deze competitie. De drie hoogstgeplaatste ploegen (kampioen niet inbegrepen) zijn geplaatst voor play-off 2 met ploegen 7 tot 15 uit 1A. Deze ploegen strijden dan voor een Europees ticket. De vier ploegen die het laagste eindigen (kampioen niet inbegrepen) moeten play-off 3 spelen om het behoud, met een halvering van de behaalde punten in de eindrangschikking.
Indien er twee verschillende periodekampioenen zijn die beide voldoen aan de voorwaarden voor promotie naar 1A, wordt de eerste titelwedstrijd gespeeld op het veld van de ploeg die het laagste geëindigd is in de eindrangschikking. Indien beide periodekampioenen niet in aanmerking komen voor promotie naar 1A wordt de club die het hoogste eindigde in de eindrangschikking en wel voldoet aan de voorwaarde voor promotie de kampioen.
| Pos | Team              | Wed | W  | G | V  | Ptn | DV | DT | +/− |          |
| --- | ----------------- | --- | -- | - | -- | --- | -- | -- | --- | -------- |
| 1   | KV Mechelen       | 28  | 17 | 8 | 3  | 59  | 55 | 25 | +30 | Kampioen |
| 2   | Beerschot Wilrijk | 28  | 15 | 9 | 4  | 54  | 48 | 33 | +15 | PO II    |
| 3   | Union Sint-Gillis | 28  | 12 | 6 | 10 | 42  | 41 | 29 | +12 | PO II    |
| 4   | KVC Westerlo      | 28  | 9  | 7 | 12 | 34  | 28 | 37 | −9  | PO II    |
| 5   | KSV Roeselare     | 28  | 8  | 9 | 11 | 33  | 33 | 41 | −8  | PO III   |
| 6   | Lommel SK         | 28  | 8  | 7 | 13 | 31  | 34 | 46 | −12 | PO III   |
| 7   | OH Leuven         | 28  | 8  | 5 | 15 | 29  | 41 | 48 | −7  | PO III   |
| 8   | AFC Tubeke        | 28  | 6  | 5 | 17 | 23  | 28 | 47 | −19 | PO III   |

PO II: Play-off II, PO III: Play-off III

### Titelwedstrijden
De twee periodewinnaars spelen heen en terug om de kampioen van eerste klasse B te bepalen. De eerste wedstrijd wordt gespeeld op het terrein van de ploeg die het laagste geëindigd is in de eindrangschikking. Dit was Beerschot Wilrijk.
|                            |                        |       |             |                                                                                   |
| 9 maart 2019 20:30 (UTC+1) | KFCO Beerschot Wilrijk | 0 – 0 | KV Mechelen | Olympisch Stadion, Antwerpen Toeschouwers: 10.700 Scheidsrechter: Erik Lambrechts |
| 9 maart 2019 20:30 (UTC+1) | Van den Bergh 53', 58' |       |             | Olympisch Stadion, Antwerpen Toeschouwers: 10.700 Scheidsrechter: Erik Lambrechts |

|                             |                        |       |                                 |                                                                                               |
| 16 maart 2019 16:00 (UTC+1) | KV Mechelen            | 2 – 1 | KFCO Beerschot Wilrijk          | AFAS-stadion Achter de Kazerne, Mechelen Toeschouwers: 16.298 Scheidsrechter: Lawrence Visser |
| 16 maart 2019 16:00 (UTC+1) | Storm 47' Tainmont 89' |       | 31' Noubissi 65' (pen.) Vanzeir | AFAS-stadion Achter de Kazerne, Mechelen Toeschouwers: 16.298 Scheidsrechter: Lawrence Visser |

### Play-off 3
In Play-off 3 nemen de 4 laagst gerangschikte ploegen uit het algemene klassement deel (kampioen uitgezonderd). De ploegen starten met een halvering van hun puntentotaal in het algemene klassement. Bij een kommagetal wordt naar boven afgerond. De ploeg die laatste eindigt in dit klassement degradeert naar Eerste klasse amateurs, tenzij er andere ploegen zijn die geen licentie halen voor Eerste klasse B.
Resultaten en rangschikking
| Pos | Team          | Wed | W | G | V | Ptn | DV | DT | +/− |  |     | OHL | ROE | LOM | TUB |
| --- | ------------- | --- | - | - | - | --- | -- | -- | --- |  | --- | --- | --- | --- | --- |
| 1   | OH Leuven     | 6   | 4 | 1 | 1 | 28  | 11 | 3  | +8  |  |     | —   | 3–0 | 1–0 | 0–1 |
| 2   | KSV Roeselare | 6   | 2 | 2 | 2 | 25  | 8  | 7  | +1  |  | 2–2 | —   | 0–1 | 4–0 |     |
| 3   | Lommel SK     | 6   | 2 | 1 | 3 | 23  | 5  | 5  | 0   |  | 0–2 | 0–1 | —   | 3–0 |     |
| 4   | AFC Tubeke    | 6   | 1 | 2 | 3 | 17  | 3  | 12 | −9  |  |     | 0–3 | 1–1 | 1–1 | —   |

Regels voor opmaak klassement: 
1) Punten 2) Punten zonder afronding 3) Eindrangschikking totaalklassement
: Degradeert na dit seizoen naar de Eerste klasse amateurs.

## Topschutter
| Nr. | Speler             | Club                   | D  | W  | GPW  |
| --- | ------------------ | ---------------------- | -- | -- | ---- |
| 1.  | Leonardo Rocha     | Lommel SK              | 16 | 26 | 0,62 |
| 2.  | Igor de Camargo    | KV Mechelen            | 14 | 25 | 0,56 |
| 3.  | Thomas Henry       | AFC Tubize & OH Leuven | 13 | 23 | 0,57 |
| 4.  | Dante Vanzeir      | Beerschot Wilrijk      | 13 | 27 | 0,48 |
| 5.  | Youssoufou Niakaté | Union Sint-Gillis      | 13 | 26 | 0,50 |

Bij een gelijk aantal doelpunten wordt er rekening gehouden met het aantal doelpunten in uitwedstrijden, het aantal speelminuten, het aantal assists en het aantal doelpunten zonder de strafschoppen. Bron: 

## Trainerswissels
| Trainer          | Datum                        | Club                   | Reden voor ontslag of vertrek    | Positie                         | Opvolger         | Datum aanstellen opvolger |
| ---------------- | ---------------------------- | ---------------------- | -------------------------------- | ------------------------------- | ---------------- | ------------------------- |
| Marc Grosjean    | Voor aanvang seizoen 2018/19 | Union Sint-Gillis      | Verschil in visie                | -                               | Luka Elsner      | 23 mei 2018               |
| Marc Brys        | Voor aanvang seizoen 2018/19 | KFCO Beerschot Wilrijk | Overstap naar STVV               | -                               | Stijn Vreven     | 25 mei 2018               |
| Dennis van Wijk  | 20 augustus 2018             | KV Mechelen            | Teleurstellende resultaten       | 7de                             | Wouter Vrancken  | 21 augustus 2018          |
| Jordi Condom     | 10 november 2018             | KSV Roeselare          | Teleurstellende resultaten       | 7de                             | Victoriano Rivas | 12 november 2018          |
| Victoriano Rivas | 8 januari 2019               | KSV Roeselare          | Werd assistent in het buitenland | 4de (periode 2) 6de (algemeen)  | Juan Gutiérrez   | 11 januari 2019           |
| Nigel Pearson    | 3 februari 2019              | Oud-Heverlee Leuven    | Teleurstellende resultaten       | 7de (periode 2) 8ste (algemeen) | Vincent Euvrard  | 8 februari 2019           |

Nationaal voetbal · Regionaal voetbal · Provinciaal voetbal · KBVB · Nationaal voetbalelftal · Nationaal dameselftal
Belgisch nationaal voetbal
Eerste klasse A · Eerste klasse B · Eerste nationale · Beker van België · Belgische Supercup
Super League · Eerste klasse (vrouwen) · Tweede klasse (vrouwen) · Beker van België (vrouwen) · Belgische Supercup (vrouwen)
Belgisch regionaal voetbal
Tweede afdeling · Derde afdeling
2016/17 · 2017/18 · 2018/19 · 2019/20 · 2020/21 · 2021/22 · 2022/23 · 2023/24 · 2024/25